# Brainstorm (1983)
Brainstorm is een Amerikaanse sciencefiction-thriller uit 1983 onder regie van Douglas Trumbull. De film werd genomineerd voor zes Saturn Awards, waarvan het die voor beste actrice (Louise Fletcher) en beste filmmuziek (van James Horner) daadwerkelijk won. De productie werd tevens genomineerd voor een Hugo Award voor beste dramatische opvoering.
Brainstorm was de laatste film van actrice Natalie Wood. Voor de opnames waren afgerond, verdronk zij op 43-jarige leeftijd tijdens een boottochtje met haar echtgenoot Robert Wagner en medespeler Christopher Walken.

## Verhaal
Wetenschappers Michael Brace (Christopher Walken) en Lillian Reynolds (Louise Fletcher) beleven een doorbraak in hun pogingen om hun project The Hat aan de praat te krijgen. Hun uitvinding bestaat uit twee elektronische helmen, waarvan één álle zintuiglijke waarnemingen van de drager opneemt. De drager van de andere helm kan op hetzelfde óf op elk zelf gekozen later moment diezelfde waarnemingen exact zo horen, zien, ruiken, voelen en proeven. Dit zonder zelf uit zijn stoel te hoeven komen. The Hat maakt het onder meer mogelijk dat de drager van helm één iets eet en de drager van helm twee dat proeft. Dat ondervindt Michael wanneer 'opnemer' Gordy Forbes (Jordan Christopher) een onsmakelijke mix van ingrediënten naar binnen werkt en Michael precies proeft wat daarin zit.
Michael en Lillians baas Alex Terson (Cliff Robertson) is verheugd met het nieuws en bedenkt allerlei toepassingen, hoewel Lillian het daarvoor nog vroeg acht. De volledige potentie van The Hat is nog onduidelijk én het apparaat moet teruggebracht worden tot een praktischer formaat. Terson zet Michael daarvoor samen aan het werk met Karen (Natalie Wood), zijn echtgenote en de moeder van hun zoon Chris (Jason Lively). Onderwijl dat zij The Hat steeds verder terugbrengen tot de grootte van een hoofdtelefoon, neemt Forbes verschillende ervaringen op waarmee Terson de markt op wil. Zo draagt hij de opnamehelm onder meer tijdens het vliegen in een vliegsimulator, het rijden in een racewagen en op een paard, het glijden van een waterglijbaan, het zitten in een achtbaan en het roetsjen over een bobsleebaan. Potentiële gebruikers kunnen deze ervaringen vervolgens zelf beleven zonder zelf fysieke inspanning te hoeven leveren. Forbes zet de helm op eigen initiatief niettemin ook op tijdens een partijtje seks met een jonge blonde vrouw. Zo creëert hij een 'sekstape' waarmee iemand 'seks' kan ondergaan zonder daarvoor een partner nodig te hebben. Deze geeft hij aan hun wat oudere collega Hal Abramson (Joe Dorsey), die de tape keer op keer in extase afspeelt.
Bij ontdekking hiervan wordt Abramson verwijderd van het project. Het is niettemin duidelijk geworden dat The Hat voor meer bruikbaar is dan alleen eerbiedwaardige doeleinden. Daarom krijgt het oorspronkelijke team Landan Marks (Donald Hotton) opgedrongen als nieuw lid. Lilian kent hem van haar studietijd aan de Stanford-universiteit en vertrouwt hem niet. Ze verdenkt Marks er - terecht- van dat hij zich inmengt om te bekijken wat dit kan betekenen voor het militair-industrieel complex, toepassingen waaraan zij weigert mee te werken. De helm blijkt na verloop van tijd meer mogelijkheden te hebben dan oorspronkelijk gedacht. Het is mogelijk om een vliegtuig en de wapens daarin te besturen puur door hieraan te denken. Ook blijken niet alleen rechtstreekse waarnemingen opneembaar, waar ook waarnemingen, gedachten en gevoelens van een persoon vóór én na dat die de helm opzette.
Wanneer Lillian op een avond alleen aan het werk is in het laboratorium, krijgt ze een hartaanval. Ze probeert te bellen voor hulp, maar krijgt geen gehoor. Het laatste wat ze doet, is een opname-koptelefoon opzetten en daarmee haar laatste momenten tot aan haar sterven opnemen. Abramson bezorgt Michael deze opname. Die sterft zelf bijna wanneer hij die afspeelt, maar Abramson grijpt op tijd in. Na wat aanpassingen, probeert Michael het nog eens zonder zelf in gevaar te komen. Hij ziet wat Lillian in haar laatste momenten heeft meegemaakt. De opname gaat niettemin ná haar sterven door en Michael ziet hoe hij door de ogen van een entiteit kijkt terwijl die Lillians lichaam verlaat en omhoog gaat. Hij krijgt ook snippers van Lillians herinneringen door. Daarin praat zij met Terson en weigert ze haar deelname aan een hem onbekend geheim project Triad. Dan wordt de koptelefoon van zijn hoofd getrokken en hij naar het ziekenhuis gestuurd om te herstellen.
Michael wordt van het project gehaald en het wordt hem verboden nog één seconde van de 'doodstape' te bekijken. Marks wordt aangesteld als het nieuwe hoofd van het project, dat verhuisd wordt naar een besloten ruimte waarin Michael geen toegang krijgt. Er wordt hem verder niets uitgelegd. Hij moet en zal niettemin de rest van de doodstape bekijken. Abramson raadt hem aan het geheime Project Brainstorm op te zoeken door in te breken in de centrale computer. Michael ontdekt dat Project Brainstorm een toepassing is van The Hat waarmee een krijgsmacht mensen geestelijk kan martelen en hersenspoelen.
Michael weigert de nieuwe mensen op het project al zijn aantekeningen, zodat zij alleen kunnen werken met het materiaal dat al voor handen is. Vervolgens breekt hij opnieuw in de centrale computer in. De hats worden inmiddels machinaal en op grote schaal geproduceerd in een fabriek. Met enkele wijzigingen in de besturingsprogramnma's hiervan, zorgt Michael ervoor dat de machines elkaar en de productielijn stuk beginnen te maken. Zelf vindt hij opnieuw toegang tot de doodstape. Deze afspelend ondergaat hij de verdere reis van de entiteit die Lillians lichaam verliet en krijgt zo blikken op hemel en Hel.

## Rolverdeling
| Acteur             | Personage      |
| ------------------ | -------------- |
| Alan Fudge         | Robert Jenkins |
| Bill Morey         | James Zimbach  |
| Stacey Kuhne-Adams | Andrea         |
| Ira David Wood III | Barry          |
| Keith Colbert      | Dr. Ted Harris |
| Jerry Bennett      | Dr. Janet Bock |
| Georgianne Walken  | Wendy Abramson |

## Achtergrond
Brainstorm was de tweede film van Trumbull, na Silent Running (1971). Het was tevens zijn laatste film als hoofd van de Entertainment Effects Group, het visuele effecten-bedrijf dat hij oprichtte.
Georgianne Walken (Wendy Abramson) is de echtgenote (sinds 1969) van Christopher Walken. Zij is eigenlijk geen actrice, maar het (mede)hoofd van een castingbedrijf.